# Hirsholmene, havet vest herfor og Ellinge Å's udløb
Hirsholmene, havet vest herfor og Ellinge Å's udløb este o arie protejată (arie specială de conservare — SAC, sit de importanță comunitară — SCI) din Danemarca întinsă pe o suprafață de 9.460 ha, integral pe uscat.

## Localizare
Centrul sitului Hirsholmene, havet vest herfor og Ellinge Å's udløb este situat la coordonatele 57°30′04″N 10°32′36″E / 57.501111°N 10.543333°E.

## Înființare
Situl Hirsholmene, havet vest herfor og Ellinge Å's udløb a fost declarat sit de importanță comunitară în mai 1998 pentru a proteja 7 specii de animale. Situl a fost protejat și ca arie specială de conservare în decembrie 2011.

## Biodiversitate
Situată în ecoregiunile continentală și marină Atlantică, aria protejată conține 19 habitate naturale: Structuri submarine provocate de scurgeri de gaze, Lacuri și iazuri distrofice naturale, Salicornia și alte specii anuale care populează regiunile mlăștinoase și nisipoase, Dune mobile cu vegetație embrionară, Dune de coastă fixe cu vegetație erbacee („dune gri”), Dune cu Salix repens ssp. argentea (Salicion arenariae), Dune mobile de-a lungul țărmului cu Ammophila arenaria („dune albe”), Depresiuni intradunale umede, Lagune de coastă, Lacuri eutrofice naturale cu vegetație de tip Magnopotamion sau Hydrocharition, Recifuri, Mlaștini alcaline, Bancuri de nisip acoperite în permanență slab de apă marină, Pășuni atlantice udate de apa mării (Glauco-Puccinellietalia maritimae), Vegetație anuală la limita mareei, Vegetație perenă pe țărmurile stâncoase, Formațiuni ierboase bogate în specii de Nardus, dezvoltate pe substraturi silicioase în zone montane (și în zone submontane, în Europa continentală), Pajiști cu Molinia pe soluri calcaroase, turboase sau argilos-nămoloase (Molinion caeruleae), Cursuri de apă de la nivel de câmpie la nivel montan, cu vegetație Ranunculion fluitantis și Callitricho-Batrachion.
La baza desemnării sitului se află mai multe specii protejate:
- mamifere (4): Halichoerus grypus, vidră de râu (Lutra lutra), focă obișnuită (Phoca vitulina), marsuin (Phocoena phocoena)
- nevertebrate (1): fluturele auriu (Euphydryas aurinia)
- pești (2): cicar (Lampetra planeri), Petromyzon marinus